# کتابخانه ملی و دانشگاهی بوسنی و هرزگوین
کتابخانه ملی و دانشگاهی بوسنی و هرزگوین (NUL) (بوسنیایی، کرواتی و صربی: Nacionalna i univerzitetska biblioteka Bosne i Hercegovine / Национална и универзитетска библиотека Босне и Херцеговине) کتابخانه ملی بوسنی و هرزگوین در سارایوو قرار دارد. در طول جنگ در بوسنی و هرزگوین و هنگام محاصره سارایوو، در شب ۲۵ تا ۲۶ اوت ۱۹۹۲، اعضای ارتش جمهوری صربسکا، ویژنیکا را که در آن زمان کتابخانه در آن قرار داشت، گلوله‌باران کردند. در نتیجه بسیاری از آثار بایگانی شده و کتابخانه در طی جنگ از بین رفت.

## تاریخچه
این کتابخانه ملی و دانشگاهی بوسنی و هرزگوین بر اساس مقررات مربوط به کتابخانه ملی جمهوری یوگسلاوی، بوسنی و هرزگوین است. وزیر آموزش و پرورش وقت آنته بابیچ، که روزنامه رسمی جمهوری خلق بوسنی را تأسیس کرد در ۳۱ اکتبر ۱۹۴۵ به امضا رسید.
در قسمت مقدماتی این سند آمده‌است: «بر اساس اختیارات دولت ملی بوسنی و هرزگوین در ۹ اکتبر ۱۹۴۵. وزارت آموزش و پرورش حکم زیر را در مورد کتابخانه ملی جمهوری خلق بوسنی و هرزگوین تعیین می‌کند.»
در ماده اول این قانون حقوقی غرفه آمده‌است: «در کتابخانه ملی سارایوو بوسنی و هرزگوین تأسیس خواهد شد. تحت نظارت وزارت آموزش و پرورش است. کتابخانه ملی کتابخانه مرکزی جمهوری فدرال بوسنی و هرزگوین است و فعالیت آن کل قلمرو بوسنی و هرزگوین را در بر می‌گیرد.»
مأموریتی که این مؤسسه برای آن تأسیس شده‌است که در ماده ۲ آیین‌نامه مذکور ذکر شده‌است: "کتابخانه ملی در سارایوو وظیفه دارد: به خوانندگان خود و ارائه دانش جامع از زندگی و فرهنگ مردم ما، به ویژه مردم بوسنی و هرزگوین، به افراد و موسسات و فعالیت در زمینه علم و هنر کمک کند. ایجاد و بهبود کتابخانه در بوسنی و هرزگوین، و با توافق با وزارت آموزش و پرورش جمهوری خلق بوسنی و هرزگوین.
به لطف توسعه موفقیت‌آمیز آن، این مؤسسه عملکرد دانشگاهی را دریافت کرده‌است، که ثابت شده‌است، زیرا امروزه اکثر کاربران آن دانش پژوهان، اساتید و دانشجویان دانشگاه‌های بوسنی و هرزگوین هستند.

در اکتبر ۱۹۹۵، در مجله رسمی جمهوری BiH، شماره. ۳۷/۹۵، قانون کتابخانه‌ها منتشر شد که بر اساس آن NUB BiH فعالیت می‌کند.

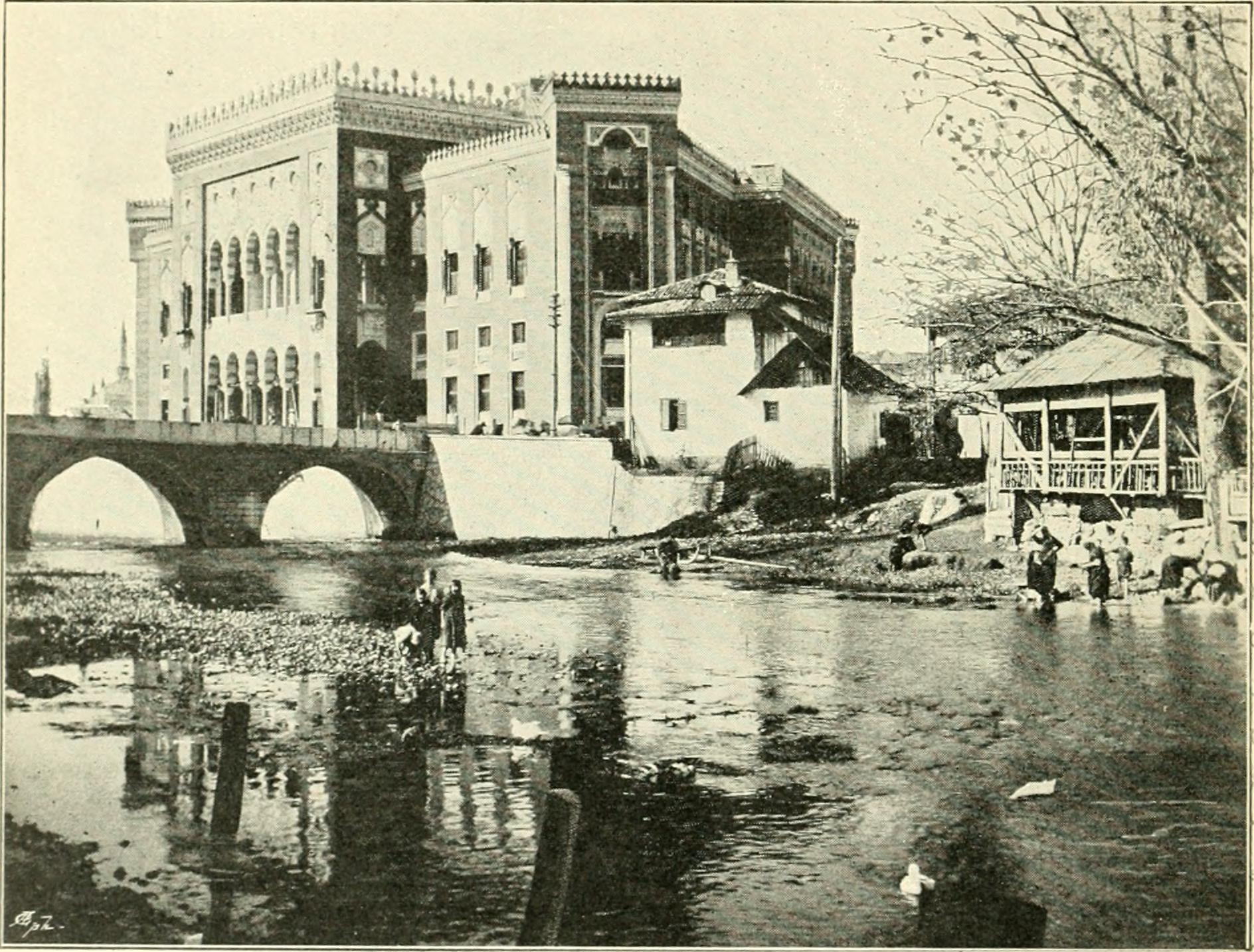
ویژنیکا در سال ۱۸۹۷.
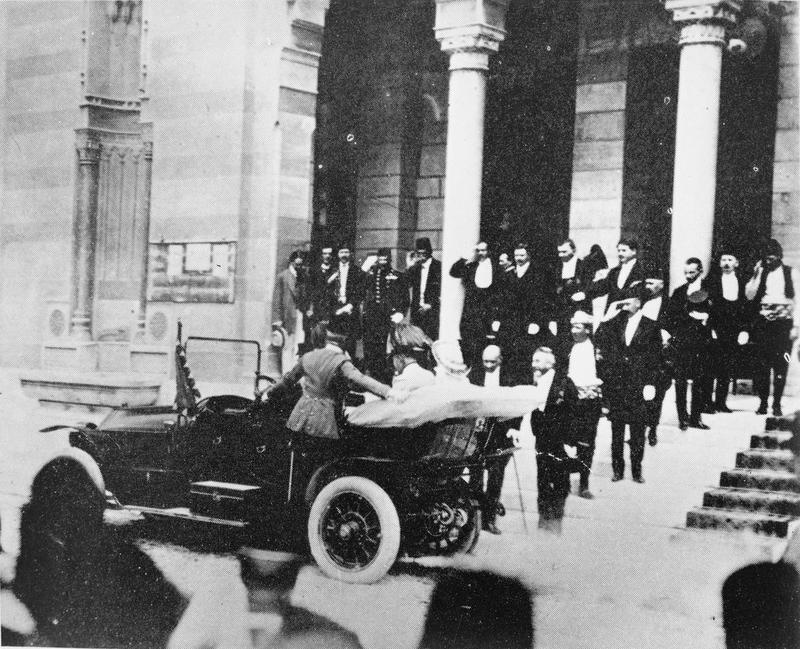
آرشیدوک فرانتس فردیناند و همسرش سوفی ، اندکی قبل از ترور خود در ۲۸ ژوئن ۱۹۱۴ از تالار شهر سارایوو ( ویجنیکا ) خارج شدند.
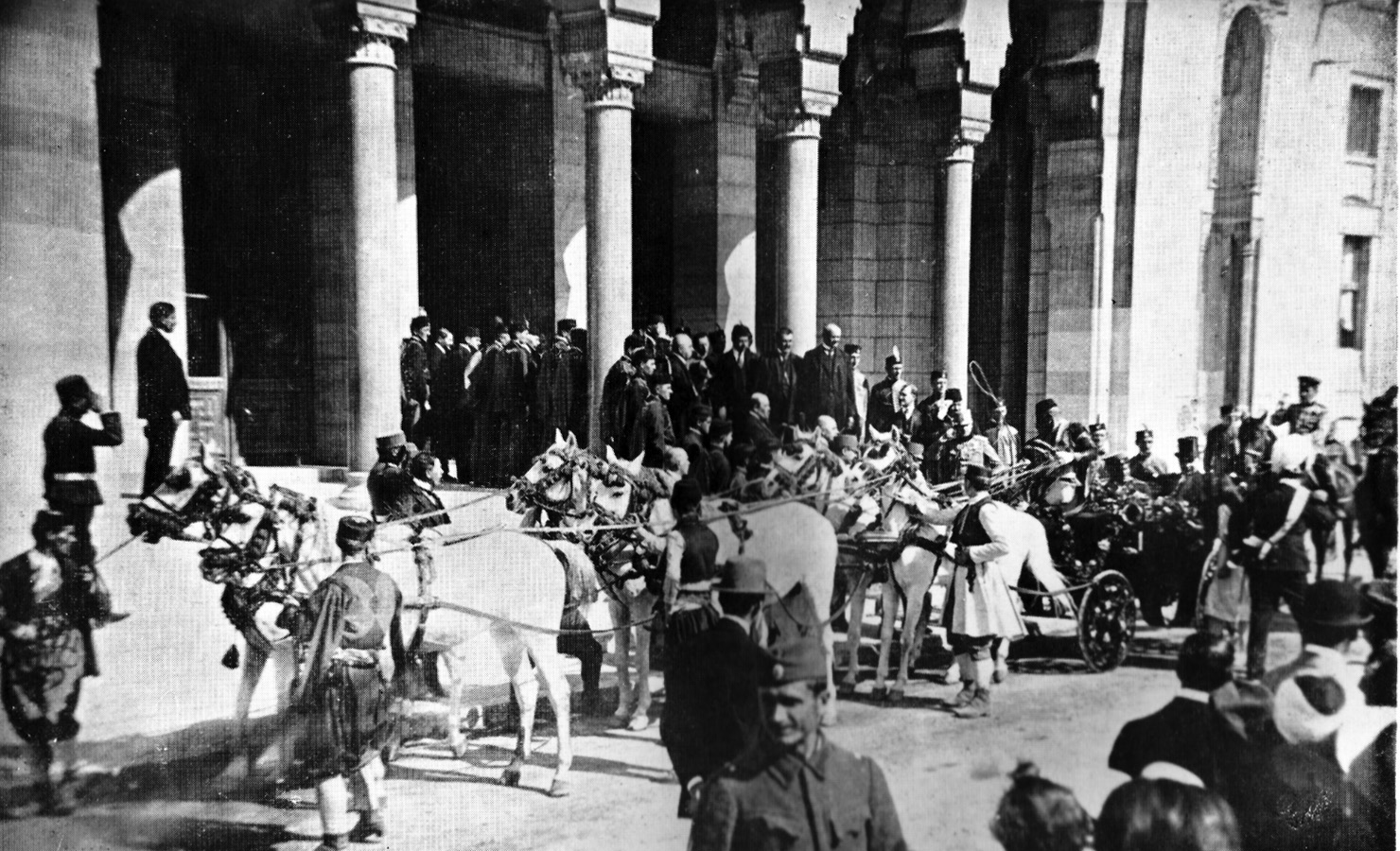
الکساندر اول یوگسلاوی در ویجنیکا در سال ۱۹۲۰.
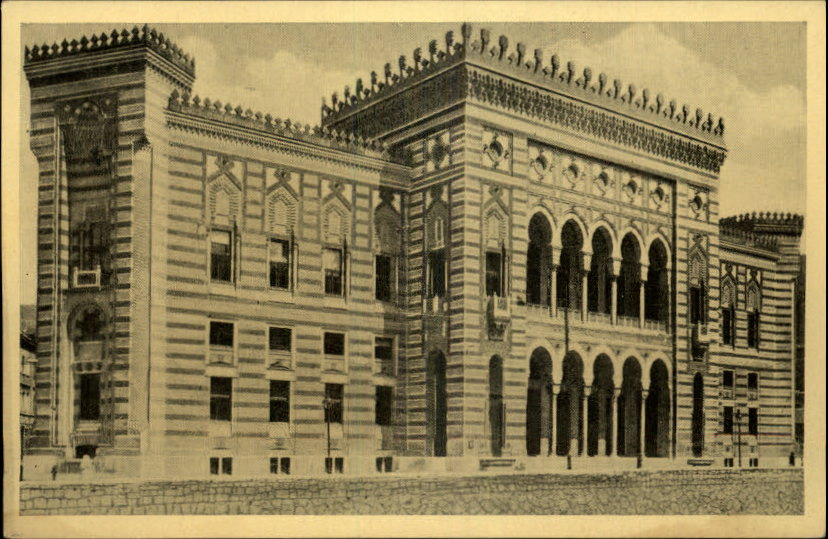
Vijecnica در سال ۱۹۴۱.
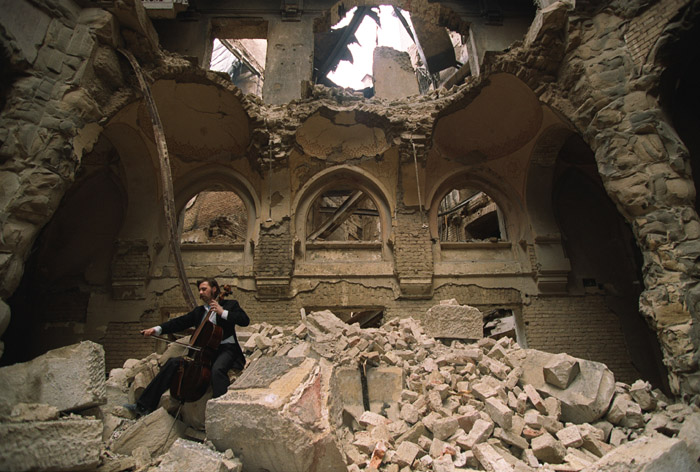
ودران اسمایلوویچ در حال نواختن ویولن سل در خرابه‌های کتابخانه ملی ( ویجنیکا ) پس از سوختن آن در طی محاصره سارایوو ، ۱۹۹۲.